# Haslach (Weitnau)
Haslach (mundartlich: Haslach, Haslach num) ist ein Gemeindeteil des Marktes Weitnau im bayerisch-schwäbischen Landkreis Oberallgäu.

## Geographie
Der Weiler liegt circa 2,5 Kilometer östlich des Hauptorts Weitnau. Nördlich der Ortschaft verläuft die Bundesstraße 12.

## Ortsname
Der Ortsname stammt vom mittelhochdeutschen Wort hasel für Hasel und bedeutet (Siedlung am) Haselgebüsch.

## Geschichte
Haslach wurde erstmals urkundlich um das Jahr 1250 als zu Hasel, Hasil erwähnt als das Kloster Isny im Ort Zins bezog. Haslach gehörte einst der Herrschaft Hohenegg an.